# El Aouinet
El Aouinet (em árabe: العوينات) é uma comuna localizada na província de Tébessa, Argélia. Sua população estimada em 2008 era de 21 682 habitantes.